# Cathy Young
Cathy Young (nacida Ekaterina Jung, ruso: Екатерина Юнг, el 10 de febrero de 1963) es una periodista y escritora ruso-estadounidense cuyo trabajo propugna una versión moderada del libertarismo, así como el feminismo de la igualdad. Es autora de dos libros, colaboradora frecuente de la revista libertaria Reason, y columnista regular para Newsday y RealClearPolitics

## Vida y carrera
Nacida en Moscú, la capital de lo que entonces era la Unión Soviética, Ekaterina Jung tenía 17 años cuando su familia emigró a los Estados Unidos en 1980, se convirtió en un ciudadana naturalizada en 1987 como Catherine Alicia Young y se graduó de la Universidad de Rutgers en 1988. En Rutgers escribió una columna para el periódico estudiantil diario Targum y trabajó como escritora del estudiante para The Detroit News. También completó su autobiografía, Creciendo en Moscú: Memorias de una chica soviética, publicada en 1989 y continúa su asociación con The Detroit News, donde fue columnista habitual desde 1993 hasta 2000 y trabajó como periodista independiente para diversas publicaciones como The New York Times, The Washington Post, The Philadelphia Inquirer, Newsday, The New Republic, The Wall Street Journal, The American Spectator, National Review, Salon.com, The Weekly Standard, y Reason. En su segundo libro, ¡Alto el fuego!: Por qué las mujeres y los hombres deben unir fuerzas para lograr una verdadera igualdad, publicado en 1999, criticó tanto el feminismo como el tradicionalismo desde lo que describió como un punto de vista proigualdad, una filosofía que, según ella, puede ser llamado "feminismo o alguna otra cosa".
De 2000 a 2007 Young escribió una columna semanal de opinión para The Boston Globe. En 2008 comenzó a escribir una columna regular para RealClearPolitics.com. En 2012 se convirtió en columnista semanal para Newsday.
Con los años Young ha tenido una estrecha relación con la revista Reason, donde es editora colaboradora y fue columnista mensual desde 2001 hasta 2007.

## Pensamiento
Young es investigadora asociada con el centro de pensamiento libertario con sede en Washington D. C., Cato Institute, para el cual fue coautora de un documento de análisis político de 1996, "La jurisprudencia feminista: igualdad de derechos o Neo-paternalismo". Su escritura cubre una variedad de temas en la política y la cultura, con especial atención a las cuestiones de género y el feminismo, lo que refleja una perspectiva feminista individualista (como Wendy McElroy). Con frecuencia está de acuerdo con los activistas de derechos de los hombres, mientras que los llama a emular las políticas de identidad asociadas con algunas formas de feminismo. Además de aparecer en varios programas de radio y televisión, ha hablado de sus ideas ampliamente en los campus universitarios y, durante 2001 y 2002, enseñó 3 semanas de curso de las cuestiones de género en el Colorado College.